# 大藏律子
大藏 律子（おおくら りつこ、旧姓・中釜（なかがま）、1939年4月19日 - ）は、日本の政治家、市民活動家。元神奈川県平塚市長（2期）、元平塚市議会議員（4期）。

## 来歴
鹿児島県川辺郡万世町小湊（現・南さつま市加世田小湊）に生まる。万世町立小湊小学校、加世田市立小湊中学校（加世田市立万世中学校に統合され現・南さつま市立万世中学校）、鹿児島県立加世田高等学校を経て、1958年鹿児島大学文理学部理学科（現・理学部）に入学し、2年次秋に化学科の専門課程へ進む。1962年、鹿児島大学文理学部を卒業して栗田工業に入社し、横浜市にある中央総合研究所に勤務。入社翌年の春頃から労働組合活動にかかわる。結婚退職後、1967年（昭和42年）3月に平塚市に転居。
消費者の会などの設立を通じ、県内5生協の合併の際に理事を務めた。続いて監事に就任。また、「核廃絶平和都市宣言」運動を牽引。1985年（昭和60年）12月20日、平塚市は核兵器廃絶平和都市を宣言した。
1987年（昭和62年）4月、平塚市議会議員選挙に立候補し初当選。1999年（平成11年）、4期目の当選。
引退の意思を固めていたが、市民団体の要請により2003年（平成15年）4月27日に行われた平塚市長選挙に立候補。「湘南市」合併構想を掲げた現職の吉野稜威雄との一騎打ちを制し初当選した。4月30日、市長就任。
※当日有権者数：203,646人 最終投票率：53.58%（前回比：pts）
| 候補者名   | 年齢 | 所属党派 | 新旧別 | 得票数   | 得票率 | 推薦・支持 |
| ---------- | ---- | -------- | ------ | -------- | ------ | ---------- |
| 大藏律子   | 64   | 無所属   | 新     | 57,133票 | 53.82% |            |
| 吉野稜威雄 | 62   | 無所属   | 現     | 49,030票 | 46.18% |            |

2007年（平成19年）、河野太郎の支援を受けた元読売新聞記者の相原清、元市議の真敏昭らを破り再選。
市長在職時は自治基本条例の制定や町内福祉村の拡充、ブックスタート、学校司書の配置などに取り組んだ。2011年（平成23年）の市長選は不出馬。同年4月28日に行われた退任式で、「公約だった市長給与5割削減は条例化できなかったが、代わりとして同額の1,480万円余りを寄付する」と述べた。

## 著書
- 大藏律子『凛として－協働の記録 平塚から』神奈川新聞社、2018年1月11日。ISBN 978-4876455751。